# Achaius fuscitarsis
Achaius fuscitarsis là một loài tò vò trong họ Ichneumonidae.